# Eva Marree Kullander Smith
Eva-Marree Kullander Smith (née le 24 avril 1986, assassinée le 11 juillet 2013), connue également sous le nom de Jasmine Petite, est une citoyenne suédoise. Après avoir quitté son compagnon violent Joel Kabagambe, également père de ses deux enfants, Eva Maree décide d'exercer le métier d'escort-girl afin de subvenir aux besoins de ses enfants. Après deux semaines dans cette situation, elle est dénoncée aux services sociaux et perd la garde de ses deux enfants au profit de son ex-petit ami. Elle est alors devenue une militante en faveur des droits des travailleurs et travailleuses du sexe. Son assassinat par son ancien petit ami en 2013 a suscité partout dans le monde des mouvements de protestations de la part de groupes de soutien aux travailleuses du sexe.

## L’affaire
Après avoir quitté son petit ami, un homme violent, en emmenant avec elle ses deux jeunes enfants, la femme a travaillé comme escort pendant deux semaines et a vendu des services sexuels à cinq clients au total. Une cousine à qui elle avait raconté ce qu’elle faisait en a informé les autorités. La vente de services sexuels a beau être légale en Suède, l’achat de ces services ne l’est pas et on considère les prostituées comme des victimes de violence (voir Prostitution en Suède). Les services sociaux lui ont donc retiré ses deux enfants pour les confier à son ex-petit ami, sous prétexte qu’« elle manquait de jugement et ne se rendait pas compte que le travail sexuel était une forme d’autodestruction ». Elle n’avait même pas le droit de voir ses enfants.
Elle est devenue militante et membre du conseil d’administration de l’organisation suédoise de défense des droits des travailleuses du sexe, Rose Alliance, qui combat la stigmatisation des prostituées.
Un recours devant les tribunaux a fini par lui donner le droit de rencontrer son fils. La rencontre a eu lieu le 11 juillet 2013 dans un bureau des services sociaux de Västerås, en présence de deux travailleurs sociaux et de son ex-petit ami. Celui-ci est devenu violent et l’a poignardée à mort, blessant également l’un des travailleurs sociaux.

## Conséquences
Après cet assassinat et celui de Dora Özer, une prostituée turque transgenre qui a eu lieu à peu près au même moment, des groupes de soutien aux travailleuses et travailleurs du sexe ont manifesté devant les ambassades de Suède et de Turquie dans 36 villes sur et quatre continents.
En novembre 2013, le meurtrier, Joel Kabagambe, 31 ans, a été condamné à 18 ans de prison pour meurtre et tentative de meurtre. La défense soutenait que c’est un trouble de la personnalité mal soigné qui aurait été à l’origine de l’acte.
Par la suite la Rose Alliance a créé à la mémoire d’Eva Marree Kullander Smith le « Prix Jasmine », décerné annuellement à des personnes « qui contribuent activement à l’amélioration des droits des travailleurs et des travailleuses du sexe et qui luttent contre la stigmatisation, la discrimination et la violence ». Un film documentaire français de 2018, Là où les putains n'existent pas, décrit son cas avec des interviews de sa mère et de son avocat et montre des images de son activité. À la fin du  film on apprend que jusqu’à maintenant la mère d’Eva Marree, la victime, n’a pas été autorisée à rencontrer ses petits-enfants et qu’elle ne sait même pas où ils se trouvent.